# Диниев, Шахин Хадакерим оглы
Шахи́н Худакери́м оглы́ Дини́ев (азерб. Şahin Xudakərim oğlu Diniyev; 12 июня 1966, Бейлаган, Азербайджанская ССР, СССР) — советский и азербайджанский футболист, по амплуа полузащитник. Играл за сборную Азербайджана. Член тренерского комитета Ассоциации футбольных федераций Азербайджана.

## Биография
Шахин Диниев родился 12 июля 1966 года в Бейлаганском районе. С детства был увлечен футболом. Благодаря старшему брату, познакомившемся с футбольным тренером Владимиром Ивановичем Галактионовым, переезжает в Баку, в спортивный интернат в поселке Бакиханова. В возрасте 17 лет он поступил в Азербайджанскую государственную академию физической культуры и спорта.
Начинал играть в 1984 году за «Автомобилист» Мингечаур. В 1985-86 играл за "Гянджлик" Баку. В 1987 часть сезона провел в дубле «Нефтчи», где забил один гол. Со 2-й половины 1987 выступал за «Кяпаз». Позже выступал ещё за несколько советских команд, но надолго там не задерживался.
В 1992 году с одноклубниками Русланом Гусейновым, Халиком Мардановым и Видади Рзаевым перебрался в Россию, где выступал за грозненский «Терек». После начала контртеррористической операции в Грозном уехал в Израиль, выступал за «Хапоэль» Тайбе и тель-авивский «Бейтар».
В 1997 году вернулся в Азербайджан, где закончил свою карьеру в бакинском «Динамо».
С 1992 по 1996 года провёл 16 игр за азербайджанскую национальную команду.
Тренерскую карьеру начал в юношеской (U-16) сборной Азербайджана, далее тренировал молодёжную (U-18) национальную команду. После этого работал в «Шафе» (Баку), был наставником грозненского «Терека».
Работал в ФК «Карабах» Агдам, из которого ушёл в апреле 2004. Тем не менее, при нём клуб стал бронзовым призёром чемпионата в сезоне 2003—2004.
В августе 2004 возглавил «Кяпаз». По итогам сезона 2004—2005 гянджинцы заняли девятое место среди 18 команд. Спустя месяц после назначения на должность главного тренера сборной Азербайджана покинул клуб, поняв, что работать на два фронта не получится.
В ноябре 2005 года Шахин Диниев был назначен главным тренером сборной. 1-й матч команда под его руководством провела в Баку на стадионе Тофика Бахрамова со сборной Украины. Товарищеская игра завершилась нулевой ничьей.
Затем в других товарищеских играх последовала ничьи против Турции 1:1 и 0:0 против Молдовы. В августе 2006 сборная Азербайджана уступила 0:6 в матче против Украины в Киеве. Эта игра была заключительным товарищеским матчем перед квалификацией на ЧЕ-2008.
При нём в сборной Азербайджана дебютировали не только молодые игроки, но также и некоторые натурализованные иностранцы. Например, Леандро Гомес из «Баку», который родился в Бразилии.
В октябре 2007 года, после домашнего поражения сборной от сборной Сербии со счетом 1:6, подал в отставку. Его место занял Гёко Хаджиевский из ФК «Баку».
После этого почти год не работал, отклоняя предложения по разным причинам.
С ноября 2008 года стал главным тренером дублирующей команды «Терека». В октябре 2009 года, после ухода с поста главного тренера основной команды «Терека» Вячеслава Грозного, возглавил первую команду. Руководил командой с 20 октября 2009 по 3 января 2010 года. Затем работал помощником у Анатолия Байдачного. В ноябре 2010 покинул «Терек», желая проводить больше времени с семьей.
В декабре 2022 года Диниев был назначен главным тренером клуба «Сабаил». 3 ноября 2024 года он объявил о своей отставке с должности главного тренера клуба.

## Семья
Женат, четверо детей (три сына и дочь). Сыновья Керим и Джошгун — профессиональные футболисты.